# جوان والش
جوان والش (بالإنجليزية: Joan Walsh)‏ هي كاتِبة وصحفية أمريكية، ولدت في 18 سبتمبر 1958.

## وصلات خارجية
- جوان والش على موقع IMDb (الإنجليزية)
- جوان والش على موقع إن إن دي بي (الإنجليزية)